# Челновидки

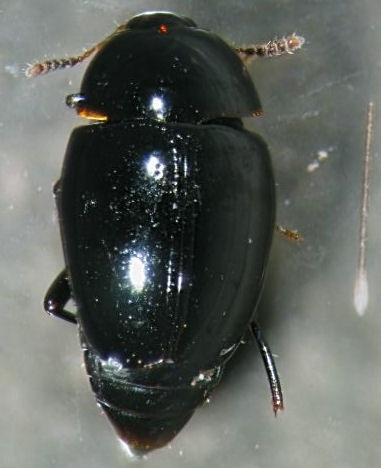
Cyparium thorpei

Челновидки (лат. Scaphidiinae) — одно из подсемейств жуков-стафилинид, ранее рассматривавшееся в качестве самостоятельного семейства Scaphidiidae. Древнейшим известным представителем подсемейства в ископаемом состоянии является род †Scaphidiopsis, описанный из верхнеюрских зольнхофенских известняков.

## Описание
Мелкие жесткокрылые: обычно длина тела от 1 до 5 мм (Diatelium до 2 см). Широкоовальные, компактные жуки с длинными стройные ногами. Блестящие, чёрные или коричневые, иногда с оранжевыми пятнами. Надкрылья длинные, покрывают все сегменты брюшка, кроме нескольких последних. Формула члеников лапок: 5-5-5.

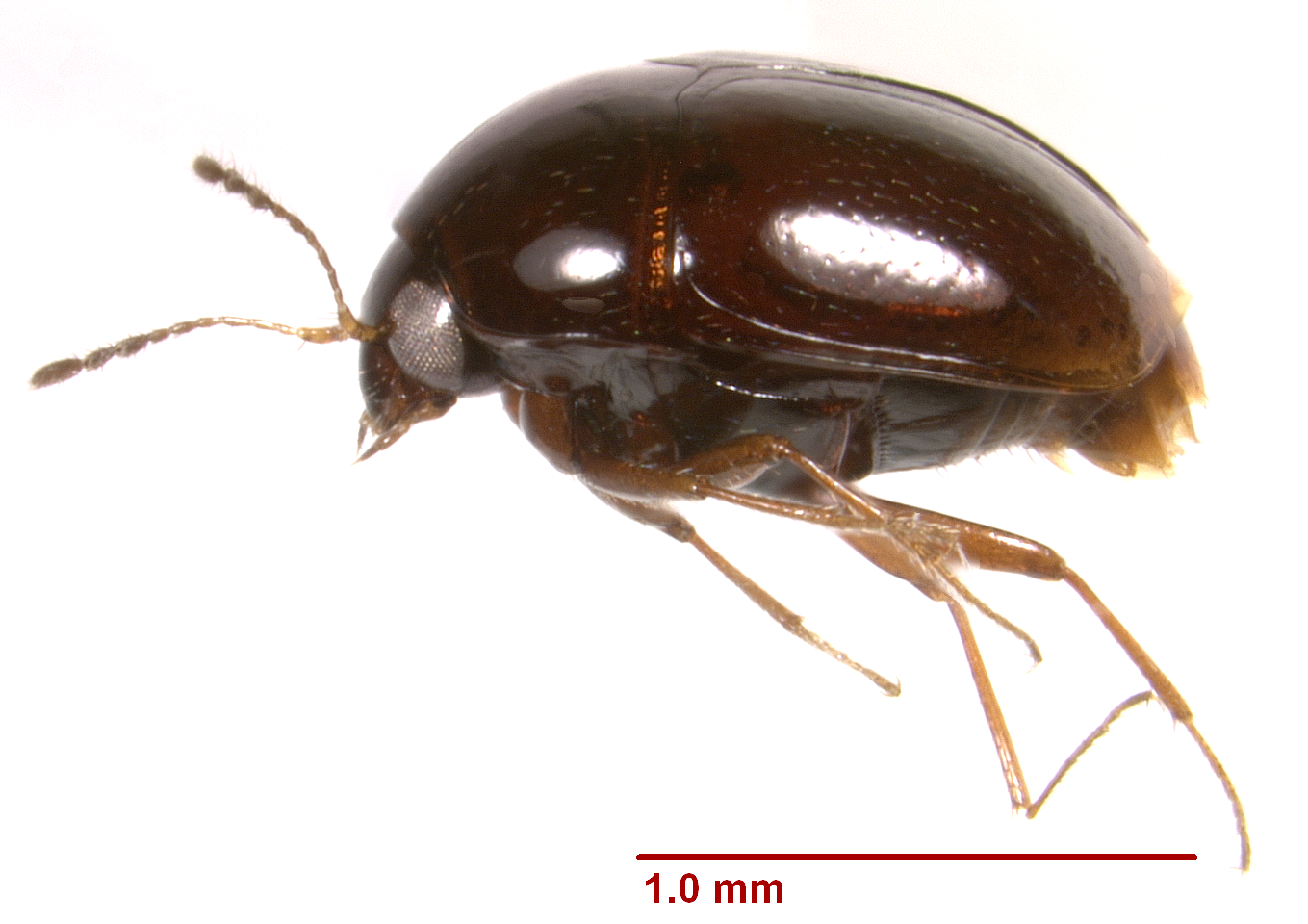
Baeocera sp.
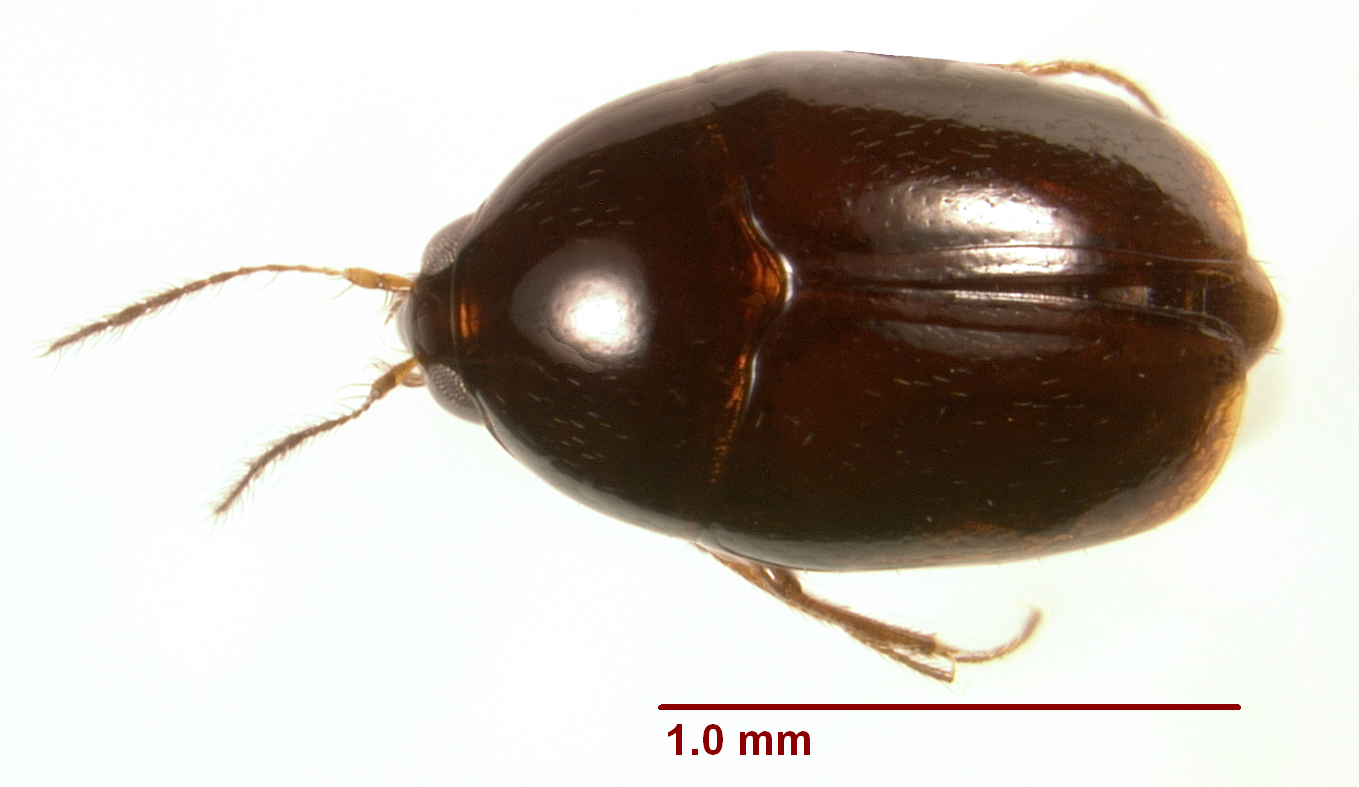
Baeocera sp.

## Биология
Микофаги, преимущественно лесные насекомые. Встречается на грибах, слизевиках, плесени. Некоторые виды часто встречаются среди опавших листьев, поедая гифы грибов.

## Виды России
В России известно 3 вида в Нижнем Поволжье.
- Scaphidium quadrimaculatum Ol. — Западная Палеарктика. Встречаются во влажной гниющей древесине. Россия: Волгоградская область.
- Scaphisoma agaricinum (L.). — Транспалеарктический вид. В лесной подстилке, под корой и в растительных остатках. Волгоградская и Астраханская области.
- Scaphisoma boleti (Pz.). — Средиземноморье. Под корой. Волгоградская область.

## Систематика
Челновидки (Scaphidiinae) ранее рассматриваемые в качестве отдельного семейства Scaphidiidae, теперь признаны подсемейством в составе жуков-стафилинид.
- Триба Cypariini
  - Cyparium
- Триба Scaphiini
  - Ascaphium
  - Episcaphium
  - Persescaphium
  - Scaphium Kirby, 1837
    - Scaphium immaculatum Olivier, 1790
- Триба Scaphidiini
  - Cerambyciscapha
  - Diatelium
  - Euscaphidium
  - Scaphidium Olivier, 1790
    - Scaphidium ornatum Casey
    - Scaphidium kurbatovi Löbl, 1999
    - Scaphidium quadrimaculatum Olivier, 1790
- Триба Scaphisomatini
  - Baeocera
    - Baeocera nobilis Reitter, 1884
    - Baeocera schirmeri Reitter, 1880

  - Caryoscapha Ganglbauer, 1899
    - Caryoscapha limbata Erichson, 1845

  - Scaphischema
    - Scaphischema poupillieri Reiche, 1864

  - Scaphisoma Leach, 1815
    - Scaphisoma agaricinum Linnaeus, 1758
    - Scaphisoma assimile Erichson, 1845
    - Scaphisoma balcanicum Tamanini, 1954
    - Scaphisoma boleti Panzer, 1793
    - Scaphisoma boreale Lundblad, 1952
    - Scaphisoma corcyricum Löbl, 1964
    - Scaphisoma flavonotatum Pic, 1905
    - Scaphisoma inopinatum Löbl, 1967
    - Scaphisoma italicum Tamanini, 1955
    - Scaphisoma loebli Tamanini, 1969
    - Scaphisoma obenbergeri Löbl, 1963
    - Scaphisoma palumboi Ragusa, 1892
    - Scaphisoma subalpinum Reitter, 1881

  - Xotidium[6]
  - Другие Scaphisomatini: Afroscaphium — Alexidia — Amalocera — Amaloceromorpha — Baeocera — Baeoceridium — Bertiscapha — Birocera — Bironium — Brachynoposoma — Brachynopus — Caryoscapha — Collartium — Kasibaeocera — Kathetopodion — Mordelloscaphium — Nesoscapha — Notonewtonia — Paratoxidium — Pseudobironiella — Pseudobironium — Sapitia — Scaphicoma — Scaphischema — Scaphisoma — Scaphobaeocera — Scaphoxium — Sphaeroscapha — Spinoscapha — Termitoscaphium — Toxidium — Tritoxidium — Vickibella — Vituratella — Xotidium — Zinda